# Lijst van beschermd erfgoed in Soumagne
Onderstaande tabel geeft een overzicht van de beschermde erfgoederen in de gemeente Soumagne. Het beschermd erfgoed maakt deel uit van het cultureel erfgoed in België.
| Object | Bouwjaar/architect | Deelgemeente | Adres                                                  | Coördinaten                   | Nummer?                | Afbeelding                                                                                               |
| --- | ------------------ | ------------ | ------------------------------------------------------ | ----------------------------- | ---------------------- | --- |
| Kerk Saint-Lambert |                    |              | Soumagne                                               | 50° 36' 44" NB, 5° 44' 53" OL | 62099-CLT-0001-01 Info | Kerk Saint-Lambert                                                                                       |
| Voormalige grenssteen "Belle Pierre" op het aquaduct van de stroom, met de naam "ruisseau du Pont Clory"                                                                                     |                    |              |                                                        | 50° 37' 2" NB, 5° 45' 52" OL  | 62099-CLT-0002-01 Info | Voormalige grenssteen "Belle Pierre" op het aquaduct van de stroom, met de naam "ruisseau du Pont Clory" |
| Gebouw |                    |              | rue Pierre Curie n°23 te Soumagne                      | 50° 36' 43" NB, 5° 44' 52" OL | 62099-CLT-0003-01 Info | |
| Huis |                    |              | chaussée de Liège n°87 te Ayeneux                      | 50° 36' 31" NB, 5° 42' 50" OL | 62099-CLT-0004-01 Info | |
| Kerk van Cerexhe-Heuseux |                    |              |                                                        | 50° 39' 2" NB, 5° 43' 45" OL  | 62099-CLT-0005-01 Info | Kerk van Cerexhe-Heuseux                                                                                 |
| De oude linde in de schaduw van de oude kapel van Evegnée |                    |              |                                                        | 50° 38' 31" NB, 5° 42' 27" OL | 62099-CLT-0006-01 Info | De oude linde in de schaduw van de oude kapel van Evegnée                                                |
| Kapel Notre-Dame |                    |              | Evegnée                                                | 50° 38' 31" NB, 5° 42' 28" OL | 62099-CLT-0007-01 Info | Kapel Notre-Dame                                                                                         |
| Kerk Saint-Job, meubels, orgels en de kloostermuur rond het kerkhof |                    |              | Melen                                                  | 50° 38' 48" NB, 5° 44' 12" OL | 62099-CLT-0008-01 Info | Kerk Saint-Job, meubels, orgels en de kloostermuur rond het kerkhof                                      |
| Brug (pont) 1677 achter het koor van de kerk te Soumagne |                    |              | Soumagne                                               | 50° 36' 45" NB, 5° 44' 58" OL | 62099-CLT-0011-01 Info | |
| Deel van de muur die het kerkhof omgeeft bij kerk Saint-Lambert, gebouwd in steen met ingebedde kruisen en calvarie en het in onbruik geraakte kerkhof is nu omgebouwd tot een openbaar park |                    |              |                                                        | 50° 36' 44" NB, 5° 44' 53" OL | 62099-CLT-0012-01 Info | |
| De "Belle Fleur" |                    |              | Soumagne                                               | 50° 37' 10" NB, 5° 44' 17" OL | 62099-CLT-0014-01 Info | De "Belle Fleur"                                                                                         |
| Boerderij |                    |              | rue Rafhay n°75 (jadis n°39) te Haute-Rafhay te savoir | 50° 36' 9" NB, 5° 45' 11" OL  | 62099-CLT-0016-01 Info | |